# Sopa de picadillo
La sopa de picadillo es una preparación culinaria típica de la cocina andaluza, concretamente es muy popular en la provincia de Sevilla y Almería. Esta sopa de picadillo se elabora con carne de ave finamente picada, fideos, junto con huevo duro. Suele ser servida muy caliente en la cena de Navidad y en el almuerzo.

## Características
Los ingredientes de esta sopa se pican finamente. Suelen ser carne de pollo (generalmente pechuga), tacos de jamón, y en algunas recetas antiguas se añade lengua escarlata. A todo ello suele añadirse un huevo duro finamente picado. Es habitual igualmente que el caldo se aromatice con un jerez. Se suele preparar en los meses de invierno y se sirve bien caliente. En la secuencia de un menú suele ocupar la posición del primer plato.